# Gul Hassan Khan
Le général Gul Hassan Khan (ourdou : گل حسن خان), né en 1921 à Quetta, dans le Baloutchistan et mort le 10 octobre 1999 à Pabbi, est un militaire pakistanais. Il a été à la tête des forces armées de son pays durant une courte période, du 20 décembre 1971 au 3 mars 1972, au tout début du pouvoir de Zulfikar Ali Bhutto.

## Jeunesse et éducation
Gul Hassan Khan est né en 1921 à Quetta, dans la province du Baloutchistan alors située dans le Raj britannique dans une famille pachtoune de la classe moyenne. 

## Carrière militaire

### Ascension
En 1941, Gul Hassan Khan intègre l'Académie militaire indienne puis il est affecté durant la Seconde Guerre mondiale à des positions entre la Birmanie de l'Assam lors de la campagne de Birmanie. Lors de la partition des Indes en 1947, il devient l'assistant de Muhammad Ali Jinnah, le père fondateur du Pakistan. Il rejoint ainsi l'armée de la jeune nationale musulmane. 
Gul Hassan Khan est l'un des généraux les plus gradés lors de la guerre de libération du Bangladesh en 1971, durant laquelle il participe à la répression du mouvement d'indépendance. Sa responsabilité sera d'ailleurs pointée par une commission de l'Assemblée nationale.

### Chef de l'armée
Le 20 décembre 1971, après la défaite du pouvoir militaire au Bangladesh du fait de l'intervention indienne, il est nommé chef de l'armée pakistanaise par le nouvel homme fort du pouvoir civil Zulfikar Ali Bhutto. Il accepte l'offre avec réticence et après avoir demandé au président des garanties sur l'autonomie de l'armée et la non-ingérence du gouvernement dans les affaires militaires. 
Moins de trois mois plus tard, Ali Bhutto convoque le chef de l'armée et l'accuse de manque de loyauté et de volonté « bonapartiste ». Il le limoge avec une trentaine de haut-gradés, dans le but de soumettre l'armée au pouvoir élu. Il est remplacé par Tikka Khan qui restera fidèle au pouvoir. 